# Pamphagus sardeus
Pamphagus sardeus är en insektsart som beskrevs av Herrich-Schäffer 1840. Pamphagus sardeus ingår i släktet Pamphagus och familjen Pamphagidae. Inga underarter finns listade i Catalogue of Life.

## Bildgalleri

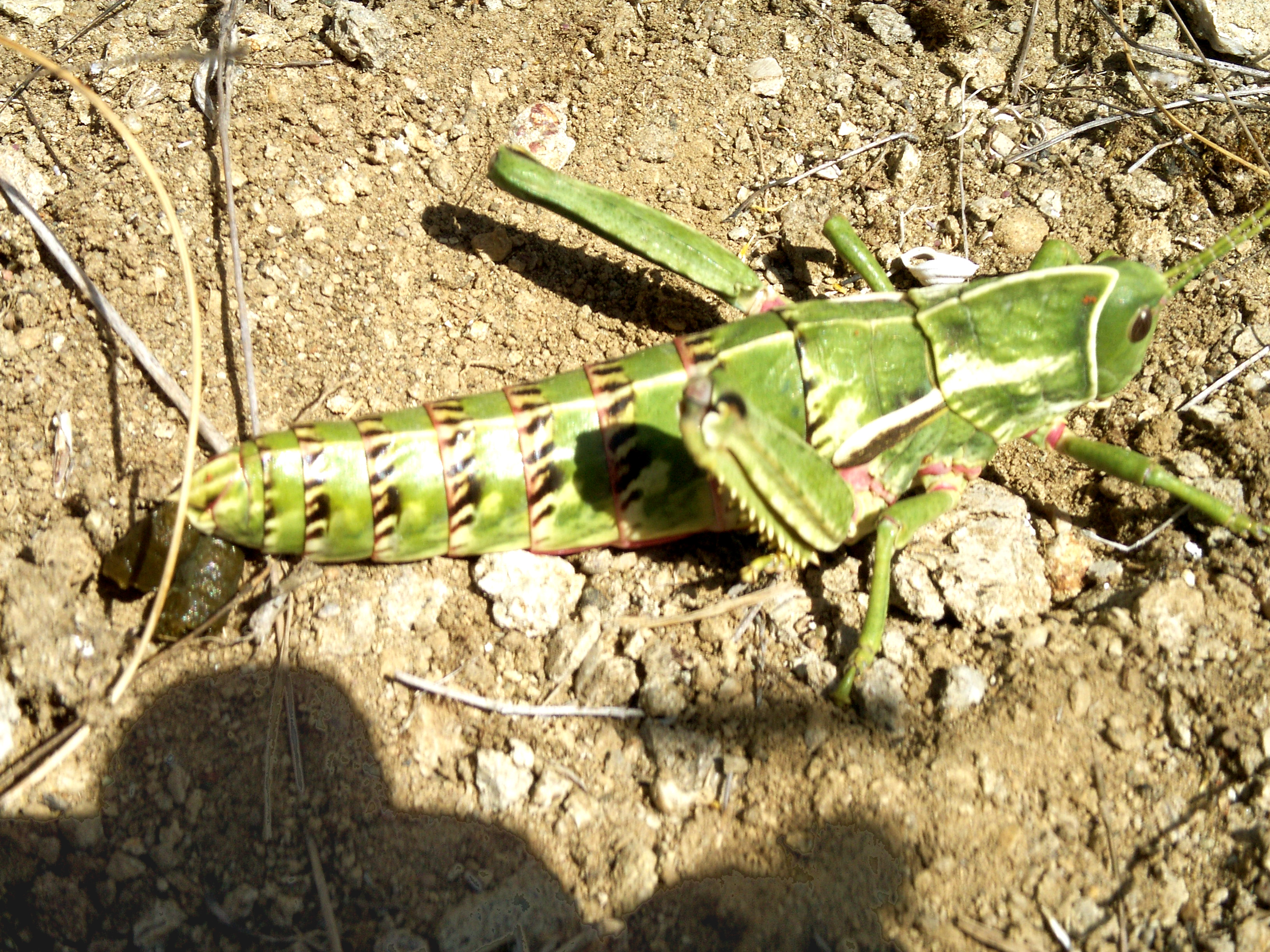
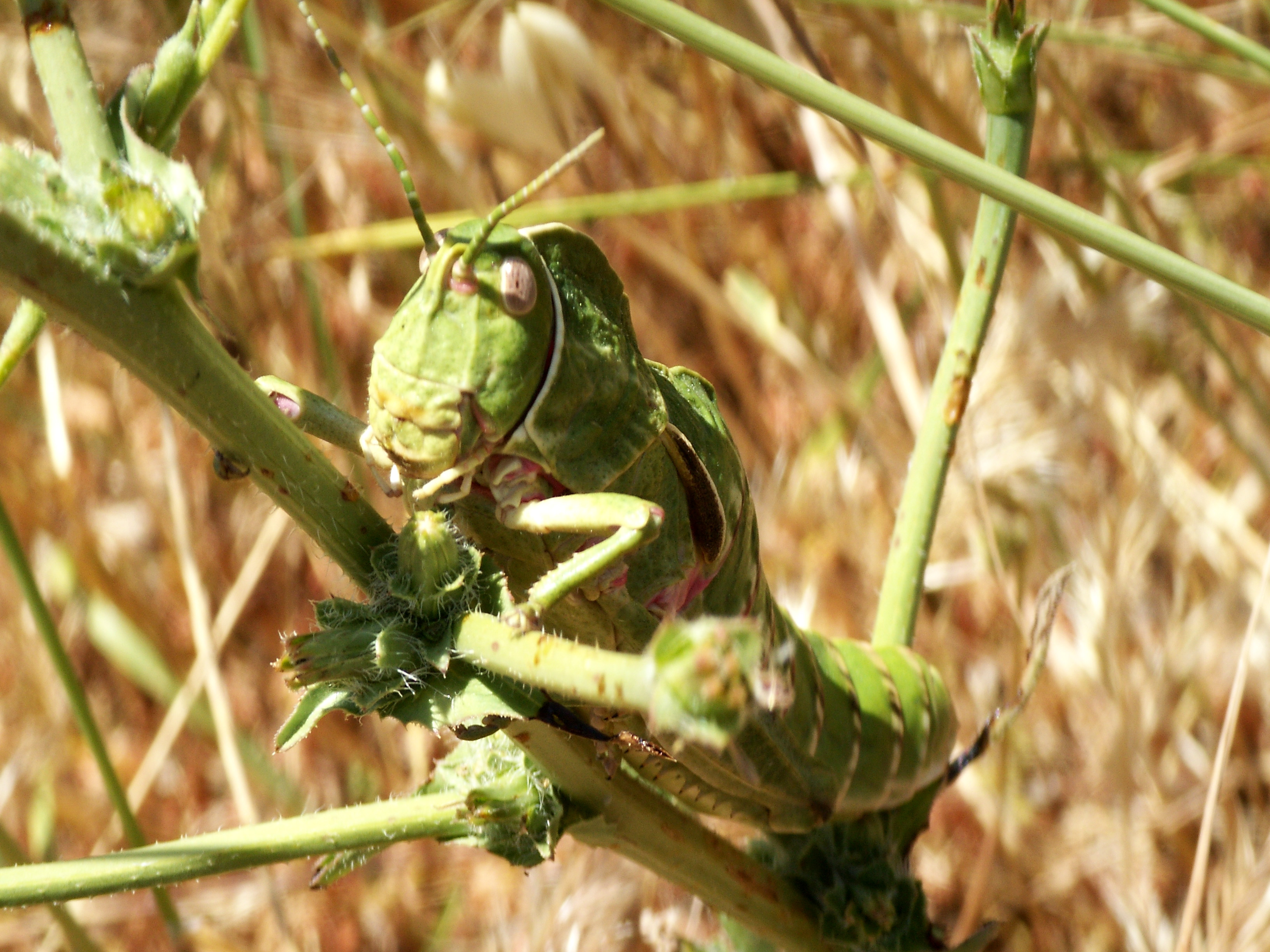